# Credo ou la Tragédie de Lourdes
Pour plus de détails, voir Fiche technique et Distribution.
Credo ou la Tragédie de Lourdes est un film français réalisé par Julien Duvivier, sorti en 1924.

## Fiche technique
- Titre français : Credo ou la Tragédie de Lourdes
- Réalisation : Julien Duvivier
- Scénario : Julien Duvivier et Georges d'Esparbès
- Photographie : Paul Thomas
- Pays de production :  France
- Format : Noir et blanc - 1,33:1 - Film muet
- Dates de sortie : 
  - France : 1er août 1924

## Distribution
- Henry Krauss : Vincent Leverrier
- Gaston Jacquet : Jean-Elie
- Rolla Norman : Jacques Barrois
- Angèle Decori : Madame Barrois
- Georges Deneubourg : Barrois
- Marcel Chabrier
- Armand Dutertre
- Georges Térof